# Desembocadura del Nanay
La desembocadura del río Nanay es un área de humedales, ubicado al norte de la ciudad de Iquitos, al oriente del Perú. Está formado por la desembocadura del río Nanay en la orilla izquierda del río Amazonas, así como numerosos islotes.

## Descripción
La desembocadura se encuentra en el distrito de Punchana, y es considerado una zona económica importante, pues en la zona están los principales puertos de la ciudad, el punto de partida para ir a otros lugares de la amazonia y el puente Nanay, actualmente en construcción que conectará al área metropolitana con la futura Ruta nacional PE-5N I en los distritos de Mazán e Indiana. Es el punto más boreal del área metropolitana de Iquitos. El área de humedales está dividido en dos por las orillas del río Nanay, por un lado Bellavista-Nanay y por otro Santo Tomás del Nanay.
El punto de encuentro entre los ríos Nanay, de aguas negras y Amazonas, de aguas turbias, es conocido como la «Unión Serpential de las Aguas».